# Chamaemyia hungarica
Chamaemyia hungarica är en tvåvingeart som beskrevs av Tanasijtshuk och Beschovski 1991. Chamaemyia hungarica ingår i släktet Chamaemyia och familjen markflugor.
Artens utbredningsområde är Ungern. Inga underarter finns listade i Catalogue of Life.